# 아부의 왕
《아부의 왕》은 2012년 개봉한 대한민국의 영화이다. KOBIS 기준 누적관객수 497,880명을 기록했으며 최대 점유 스크린 수는 428개이다.

## 줄거리
대형 보험 회사에 다니는 동식은 원칙주의적인 성격으로, 사내에서 아부와 술수로 승진하는 동료들과 대조적인 인물이다. 융통성 없는 그의 성격은 직장 생활뿐 아니라 사생활에서도 문제를 일으키고, 결국 보험 판매직으로 좌천된다. 영업 실적을 올리지 못해 어려움을 겪던 중, 동식은 아버지의 교장 승진을 위해 어머니가 사채까지 썼다는 사실을 알게 된다. 빚을 갚고 실적을 올리기 위해, 그는 동료들 사이에서 칭송받는 '아부의 달인' 고수의 도움을 받기로 결심한다. 고수는 동식을 제자로 받아들이고, 동식은 영업 실적 향상을 위해 고수의 가르침을 필사적으로 따르게 된다.

## 캐스팅
- 송새벽 - 오동식 역
- 성동일 - 혀고수 역
- 김성령 - 예지 역
- 고창석 - 차성철 역
- 이병준 - 이만복 회장 역
- 한채아 - 송선희 역
- 이철민 - 손실장 역
- 기국서 - 아버지 역
- 김진욱 - 성철네 막내 역
- 김민재 - 성철네 둘째 역
- 전헌태 - 이부장 역
- 이윤희 - 영업팀장 역
- 주예린 - 수연 역
- 채희재 - 민수 역
- 김종수 - 정상무 역
- 진선규 - 터널 기자 역
- 한서진 - 배소영 역
- 장명갑 - 이사 역
- 박팔영 - 장군 역
- 이동용 - 의사 역
- 차승원 - 본인 역 (특별출연)
- 장항준 - 본인 역 (특별출연)
- 신지연 - 미용실사모 2
- 나스 - 복서역